# Felipe de Jesús Robles
Felipe de Jesús Robles (* 26. März 1969 in Guadalajara, Jalisco) ist ein ehemaliger mexikanischer Fußballspieler, dessen Stammposition sich im Mittelfeld befand.

## Leben
Felipe de Jesús Robles spielte während seiner gesamten Profikarriere von 1993 bis 2000 ausschließlich für seinen Heimatverein Chivas Guadalajara, mit dem er im Torneo Verano 1997 die mexikanische Meisterschaft gewann.
Während er in der regulären Meistersaison nur in drei der insgesamt 17 Ligaspiele eingesetzt wurde, wirkte er in allen vier entscheidenden Spielen der Liguilla ab dem Halbfinale mit, wo er über eine Gesamtdauer von zweieinhalb Stunden zum Einsatz kam und somit länger als in der gesamten regulären Saison.

## Erfolge
- Mexikanischer Meister: Verano 1997